# ADCC Submission Fighting World Championships 2000
III Mistrzostwa Świata ADCC – trzecia edycja największego turnieju submission fightingu na świecie, która odbyła się w dniach 1–3 marca 2000 roku w Abu Zabi (Zjednoczone Emiraty Arabskie).

## Wyniki
| Kategoria:  | Złoto:             | Srebro:               | Brąz:                   |
| 65 kg       | Royler Gracie      | Alexandre De Freitas  | Joe Gilbert             |
| 77 kg       | Renzo Gracie       | Jean Jacques Machado  | Marcio Feitosa Souza    |
| 88 kg       | Saulo Ribeiro      | Ricardo Libório       | Aleksandier Sawko       |
| 99 kg       | Ricardo Arona      | Jeff Monson           | Tito Ortiz              |
| ponad 99 kg | Mark Kerr          | Ricco Rodriguez       | Márcio Ribeiro          |
| Absolute    | Mark Kerr (+99 kg) | Sean Alvarez (+99 kg) | Ricardo Almeida (99 kg) |

### "Super walka"
- Mário Sperry vs  Roberto Traven – zwycięstwo Sperrego